# Blanche Bailly
Blanche Bailly là một ca sĩ người Cameroon. Đĩa đơn chính thức đầu tay của cô 'Kam we stay' được phát hành vào tháng 8 năm 2016 đã chứng kiến sự chào đón của cô vào sân khấu âm nhạc và kể từ đó, nó đã trở thành hit sau những bản hit dành cho ca sĩ hôm nay được ca ngợi là một trong những ca khúc hay nhất châu Phi.

## Lý lịch

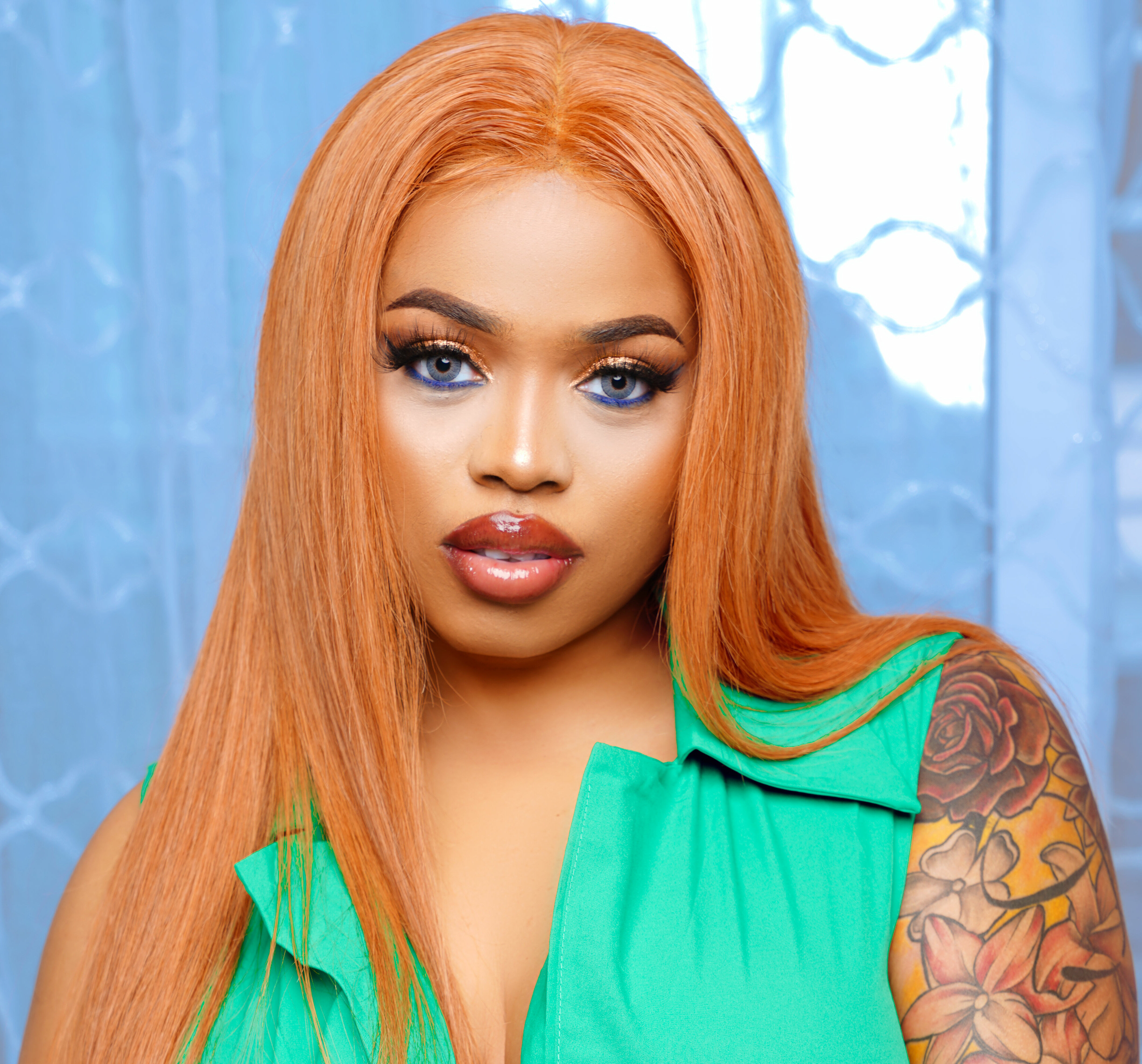

Sinh ra ở Kumba ở Vùng Tây Nam của Cameroon trong một gia đình tôn giáo, Blanche theo học trường tiểu học tại vùng Holy Heart Kumba South-West và sau đó đã tham gia vào chương trình giáo dục trung học của cô tại trường trung học Baptist-Kang Barombi và Deligent Billingual College - Kumba trước cô di chuyển cùng gia đình đến Pháp năm 12 tuổi, nơi cô tiếp tục việc học. Việc cô ở lại Pháp đã mang lại lợi ích cho ca sĩ khi cô nợ điều đó với bản chất song ngữ của mình. Khi ở Pháp, cô quyết định theo đuổi ước mơ và mục tiêu trở thành một nghệ sĩ biểu diễn sân khấu và một nghệ sĩ thu âm. Chuyến đi gập ghềnh của cô đã nhìn thấy sự khước từ, những khó khăn v.v... đã đẩy cô phải chuyển đến Vương quốc Anh..

## Sự nghiệp
Khi ở Anh, cô đã gặp một nghệ sĩ người Cameroon, người đã gắn kết cô với buổi tập đầu tiên của mình. Trước đó, nghệ sĩ đã có nghệ danh là 'Nữ hoàng dao động'. Vào năm 2015, cô đã phát hành đĩa đơn đầu tiên "Killa" do Ayo Beats sản xuất. Sau đó, cô đã liên lạc với nhà sản xuất âm nhạc có trụ sở ở Cameroon, ông Elad, người đã viết đĩa đơn chính thức đầu tiên "Kam we stay" vào năm 2016 do nhà sản xuất Philbillbeatz của Cameroon sản xuất. Sau khi từ bỏ đĩa đơn, Blanche quyết định đã đến lúc quay trở về quê hương và kết nối nhiều hơn với ngành mà cô đang cố gắng xây dựng sự nghiệp từ đó. Với thành công của 'Kam we stay', Blanche một lần nữa vào năm 2017 đã hợp tác với Philbillbeatz trong một đĩa đơn khác mà cô viết có tựa đề 'Mimbayeur' có sự tham gia của rapper Minks. Với nhiều thành công hơn trên đĩa đơn đã thổi bùng Youtube với hơn 5 triệu lượt xem, Blanche Bailly trở thành một cái tên giữ ngôi nhà trong nền âm nhạc Trung Phi. Cô ấy sau đó đã giảm nhiều lượt truy cập như; 'Dinguo, Bonbon và gần đây nhất là' Ndolo 'và' Ton pied, mon pied 'và Hit mới nhất của cô' Argent '. Blanche đã biểu diễn trong các chương trình bán hết ở Cameroon và các quốc gia như Gabon, Malabo, Pháp, Geneva và năm 2018 đã thực hiện một chuyến du lịch câu lạc bộ châu Âu thành công. Tài năng và sự chăm chỉ của Blanche Bailly đã được trao giải thưởng cho Nữ nghệ sĩ Trung Phi xuất sắc nhất tại AFRIMA, Giải đô thị hay nhất trong năm tại Canal D'or  và giành giải Khải huyền của năm tại Balafon Music Awards năm 2016..

## Công việc nhân đạo
Vào tháng 10 năm 2018, Blanche Bailly đã tham gia nghệ sĩ bao gồm: Mr. Leo, Daphne, Minks, Pit Barccardi, Magasco và những người khác trong một bài hát hòa bình; "Chúng ta cần hòa bình" của Salatiel cho cuộc khủng hoảng đang diễn ra ở khu vực Anglophone của Cameroon.

## Giải thưởng & Đề cử
| Năm  | Giải thưởng                            | Thể loại                 | Người nhận | Kết quả |
| ---- | -------------------------------------- | ------------------------ | --- | ------- |
| 2018 | Nữ Trung Phi tốt nhất (AFFRIMA)        | Nữ nghệ sĩ xuất sắc nhất | style="background: #FDD; color: black; vertical-align: middle; text-align: center; " class="no table-no2"\|Đề cử |         |
| 2018 | Sự mặc khải và đô thị tốt nhất của năm | Nữ nghệ sĩ xuất sắc nhất | style="background: #FDD; color: black; vertical-align: middle; text-align: center; " class="no table-no2"\|Đề cử |         |